# 91-я стрелковая дивизия (1-го формирования)
91-я стрелковая дивизия 1-го формирования (91 сд) — воинское соединение Вооружённых Сил СССР, принимавшее участие в Советско-финской и Великой Отечественной войнах.
Период вхождения в состав Действующей армии: 15 июля — 27 декабря 1941 года.

## История
Сформирована в августе 1939 года в Сибирском военном округе.
Приняла участие в Советско-финляндской войне 1939-1940 гг. 5 января 1940 года была переформирована в 91-ю мотострелковую  и убыла на Северо-Западный фронт. К 20 февраля прибыла в Лугу, затем пересекла Финский залив и 29 февраля атаковала Макслахти. С 1 марта она находилась во фронтовом резерве, а с 9 марта в составе 34-го стрелкового корпуса наступала на Таммисуо. После окончания боевых действий вновь была преобразована в стрелковую и возвратилась в СибВО в г. Ачинск Ачинск Красноярского края.
С началом  Великой Отечественной войны включена в формировавшуюся в СибВО pp24-я армия (СССР)|24-ю армию]] и в её составе убыла на фронт. В период с 30 июня по 12 июля 1941 года совершила марш по железной дороге на Западный фронт.
22 июля 1941 года главнокомандующий войсками Западного направления С. К. Тимошенко подписал приказ № 0080 об организации оперативной группы войск Калинина в районе северо-восточнее Смоленска в составе 166-й, 91-й и 89-й стрелковых дивизий.
В августе-сентябре 1941 года дивизия принимала участие в Духовщинской операции в составе 19-й армии.
В октябре 1941 года была фактически уничтожена в окружении под Вязьмой.
Официально была расформирована 27 декабря 1941 года.

## Состав
- 503-й стрелковый полк
- 561-й стрелковый полк
- 613-й стрелковый полк
- 321-й лёгкий артиллерийский полк
- 740-й гаубичный артиллерийский полк
- 172-й отдельный истребительно-противотанковый дивизион
- 169-й отдельный зенитный артиллерийский дивизион
- 124-й отдельный разведывательный батальон
- 160-й отдельный сапёрный батальон (весной 1941 года убыл на западную границу)
- 142-й отдельный батальон связи
- 142-й медико-санитарный батальон
- 132-я отдельная рота химзащиты
- 145-й автотранспортный батальон
- 111-й полевой автохлебозавод
- 489-я полевая почтовая станция
- 359-я полевая касса Госбанка[2]

## Подчинение
| На дату    | Фронт            | Армия      | Корпус                 |
| ---------- | ---------------- | ---------- | ---------------------- |
| 22.06.1941 | Резерв Ставки ГК | 24-я армия | 52-й стрелковый корпус |
| 01.07.1941 | Резерв Ставки ГК | 24-я армия | 52-й стрелковый корпус |
| 10.07.1941 | Резерв Ставки ГК | 24-я армия | 52-й стрелковый корпус |
| 01.08.1941 | Западный фронт   | 19-я армия | 25-й стрелковый корпус |
| 01.09.1941 | Западный фронт   | 19-я армия | -                      |
| 01.10.1941 | Западный фронт   | 19-я армия | -                      |

## Командиры
- 19.8.1939 — 23.9.1941 — Лебеденко, Никита Федотович (1899—1956), комбриг (с 4.6.1940 — генерал-майор).
- 24.9.1941 — 13.10.1941 — Волков, Иван Алексеевич (р. 1896), полковник — попал в плен 13.10.1941.

## Герои Советского Союза
- Аляев, Иван Павлович, красноармеец, стрелок 561-го мотострелкового полка.

## Известные люди, связанные с дивизией
1. Белявский, Иван Григорьевич —  С 11.1939 начальника оперативного отделения штаба 91-й сд.
2. Ментюков, Николай Фёдорович —  В 1939-1941 гг.  служил начальником штаба артиллерии дивизии, командиром 740-го гаубичного арт. полка.   Впоследствии, советский военачальник, генерал-майор.

### Рядовые красноармейцы входившие в состав 91-й стрелковой дивизии
Заварзин Петр Андреевич - Красноармеец 613 СП с 1 июля - 10 октября 1941 года
Красноармеец рядовой пулеметчик 2 стрелковой роты 613 СП 91СД с 27 августа 1941г по 03 октября 1941г Рубцов Пётр Михайлович.
Василий Иванович Шевцов - Красноармеец 561 сп - пропал без вести под Вязьмой.
Домбровский Павел Васильевич, 1917 г.р., Дата и место призыва: Коростышевский РВК, Украинская ССР, Житомирская обл., Коростышевский р-н. Красноармеец 503 сп - пропал без вести в декабре 1941.
Бусыгин Дмитрий Егорович, 1914 г.р. Призывался из. Еленинск Идринского района Красноярского края. Попал в плен осенью 1941 года. Выжил. Вернулся из плена в 1945 году